# Weißenbach (Unrechttraisen)
Der Weißenbach ist ein rechter Zufluss zur Unrechttraisen bei St. Aegyd am Neuwalde in Niederösterreich.
Der Weißenbach entsteht aus vielen kleinen Quellbächen westlich des Schwarzauer Gippels (1605 m ü. A.) und des Preinecksattels (1305 m ü. A.) und nimmt beim Knollnhof den links zufließenden Holzhofer Graben auf, der sich aus zahlreichen Quellbächen am nördlichen Abfall des Gippels (1669 m ü. A.) speist. Ein weiterer Zubringer ist der Lichter Graben, der links einmündet und die Wälder bis zum Preineckkogel (1449 m ü. A.) entwässert. Danach fließt der Weißenbach über die Ebenbauernsiedlung auf St. Aegyd zu und mündet beim Dorf Eisenwerk St. Aegyd von rechts in die Unrechttraisen.
Sein Einzugsgebiet umfasst 22,1 km² in zumeist bewaldetem Gebiet.